# Otto Henrich Entres
Otto Henrich Entres (Florianópolis, 10 de fevereiro de 1924 – 14 de junho de 2016) foi um político brasileiro.
Filho de Alberto Entres e de Ema Entres. Casou com Lígia de Sousa Back Entres, com quem teve filhos.
Nas eleições de 1962 foi candidato a deputado estadual na Assembleia Legislativa de Santa Catarina pela União Democrática Nacional (UDN), obtendo 3.104 votos e ficando como suplente, sendo convocado no decorrer da 5ª Legislatura (1963-1967).